# Anna Jaclard
Anna Jaclard, de nacimiento Anna Vasílievna Korvin-Krukóvskaya (Moscú, 1843 – París, 1887), fue una escritora, revolucionaria feminista y socialista rusa. Participó en la Comuna de París y en la Primera Internacional Socialista. Fue amiga de Karl Marx y también de Fiódor Dostoyevski, quien publicó dos de sus historias en su revista.

## Biografía

### Primeros años
Anna Jaclard procedía de una respetable familia aristócrata de militares rusos. Hija de Yelizaveta Fiódorovna (Schubert) Korvin-Krukóvskaya (1820 - 1879) y de Vasili Vasílievich Korvin-Krukovski (1800 - 1874), General de la Artillería Rusa y descendiente de una rama de la antigua familia aristócrata húngara Hunyadi, cuyo más famoso miembro fue Mátyás Hunyadi (1440 - 1490) elegido Mátyás “Corvinus” (Matías Corvino) rey de Hungría en 1458. Tuvo dos hermanos menores, la matemática Sofia Kovalévskaya (1850 - 1891) y el general Fiódor Vasílievich  Korvin-Krukovski (1855 - 1920), heredero de la familia. 
Anna nació en Moscú pero pasó la mayor parte de su infancia y sus primeros años de juventud junto a sus hermanos en Políbino, una hacienda que sus padres poseían en la frontera de Rusia con Lituania. En su juventud lee libros de autores materialistas, populares por entonces, como Ludwig Büchner y Carl Vogt entre otros, y los escritos de críticos sociales «nihilistas» y del movimiento político social Naródnik (en el que destacan Nikolái Chernyshevski y Piotr Lavrov) con los que se relacionan en sociedad.

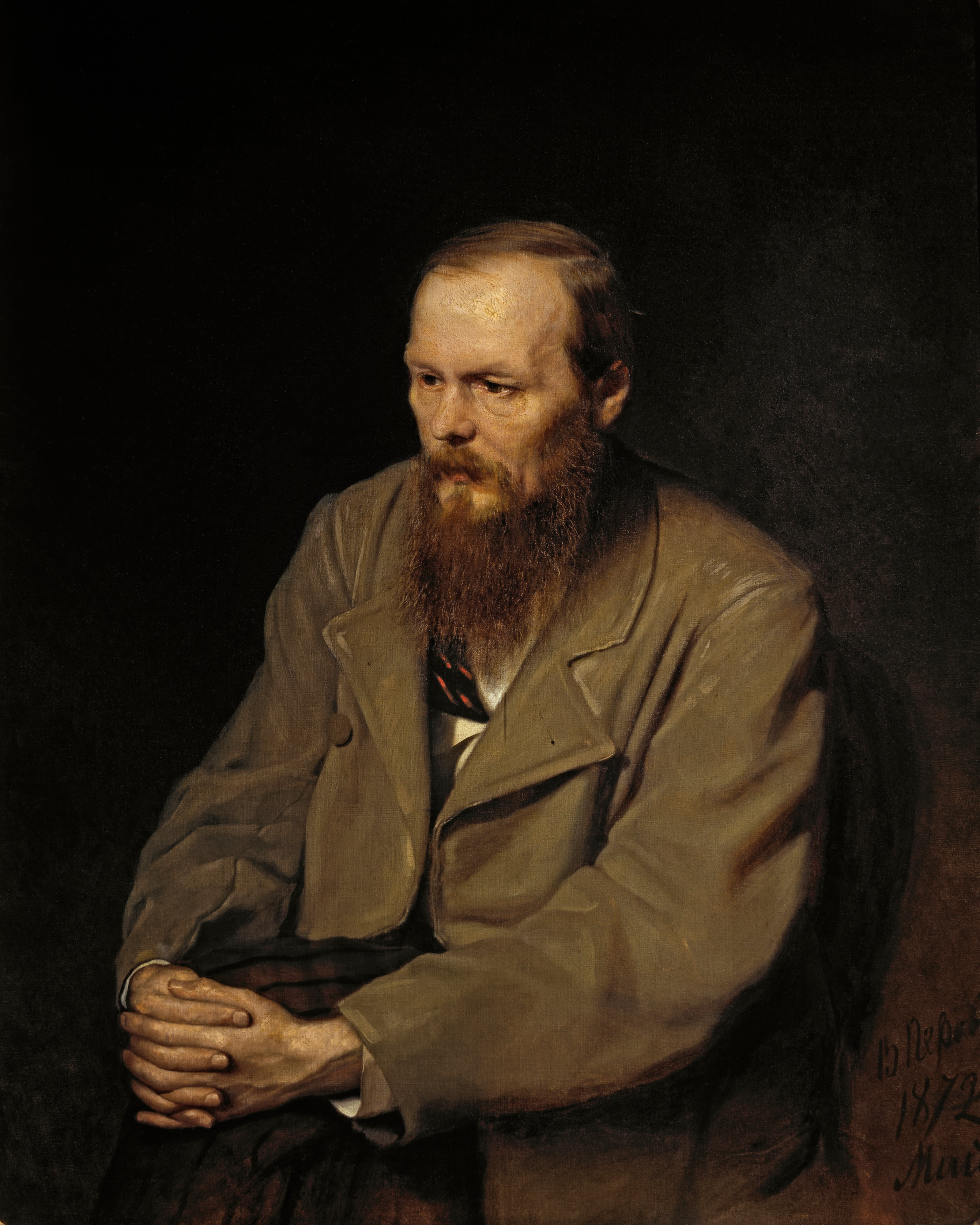
Fiódor Dostoievski (1872)

En 1864, Anna comienza una correspondencia, a espaldas de su familia, con Fiódor Dostoyevski (1821 - 1881) de cuya revista “La Época” era ávida lectora, enviándole para su valoración el cuento Un Sueño, que sería publicado en la revista bajo el seudónimo de Yu. Orbélov. Un segundo cuento El Novicio, fue enviado a San Petersburgo para ser editado por Dostoyevski. Después de eso, Anna consiguió permiso de su padre para viajar entrevistarse con Dostoyevsky en la casa familiar de las tías maternas en San Petersburgo, donde periódicamente iban a pasar temporadas. Después de varios encuentros, Dostoyevski pretendió a Anna como esposa siendo rechazado. A pesar de esto, mantuvieron una relación de amistad por el resto de sus vidas. Se piensa que Dostoyevski se inspiró en Anna para crear el personaje de Aglaya Epanchiná en El idiota.

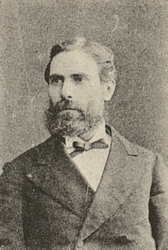
Victor Jaclard (1840-1903)

En 1866, Anna acompañó a su madre y hermana en un viaje por Alemania y Ginebra donde se relaciona con radicales exiliados de Rusia y de otros lugares. En 1869, su hermana Sofia se une a Vladímir Kovalevski (1842-1883), por entonces un joven ruso nihilista interesado en la biología (paleontólogo evolucionista célebre por trazar la evolución del caballo), en un “matrimonio ficticio” y en abril abandonan Rusia en compañía de Anna. Viajan hasta Viena y desde allí a Heidelberg donde, junto a Yulia Lérmontova formaron la comuna de mujeres de Heidelberg (1870-1871), con el objetivo de dar apoyo a otras mujeres rusas que quisieran estudiar en Alemania. En octubre de 1870, Sofia y Vladímir viajan a Londres y Anna se traslada  a París, donde conocerá a su futuro esposo Victor Jaclard, por entonces un líder blanquista del contingente de la Guardia Nacional durante la Comuna de París.

### La Comuna de París

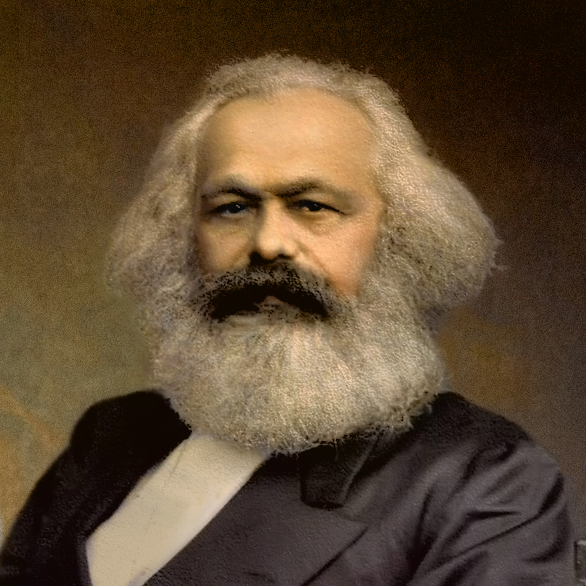
Karl Marx

La caída de Napoleón III en 1870 había permitido a Jaclard regresar a Francia, y allí se desposa legalmente con Anna. Con su marido participó activamente en la Comuna de París de 1871. Obtuvo un puesto en el Comité de vigilancia de Montmartre y en el comité supervisor de la educación de las niñas; estuvo implicada activamente en la organización del suministro de alimentos durante el sitio de París; fue cofundadora y escritora de la revista "La Sociale". Actuó como representante de la sección Rusa de la Primera Internacional y participó en el comité de los derechos de la mujer. Anna estaba convencida de que la lucha por los derechos de la mujer sólo podría tener éxito en conjunto con la lucha contra el capitalismo en general. Anna colaboró estrechamente junto a otras líderes revolucionarias feministas en la Comuna, como Louise Michel, Nathalie Lemel, André Léo, Paule Mink o Elizaveta Dmítrieva. Juntas fundaron la Unión de Mujeres, que luchó por la igualdad de salarios entre hombres y mujeres, por el voto femenino, por poner fin a la violencia contra las mujeres y por la ilegalización y el cierre de los burdeles de París. Abandonaron París días antes del fin de las masacres que acabaron con la Comuna de París en abril de 1870.

### Últimos años

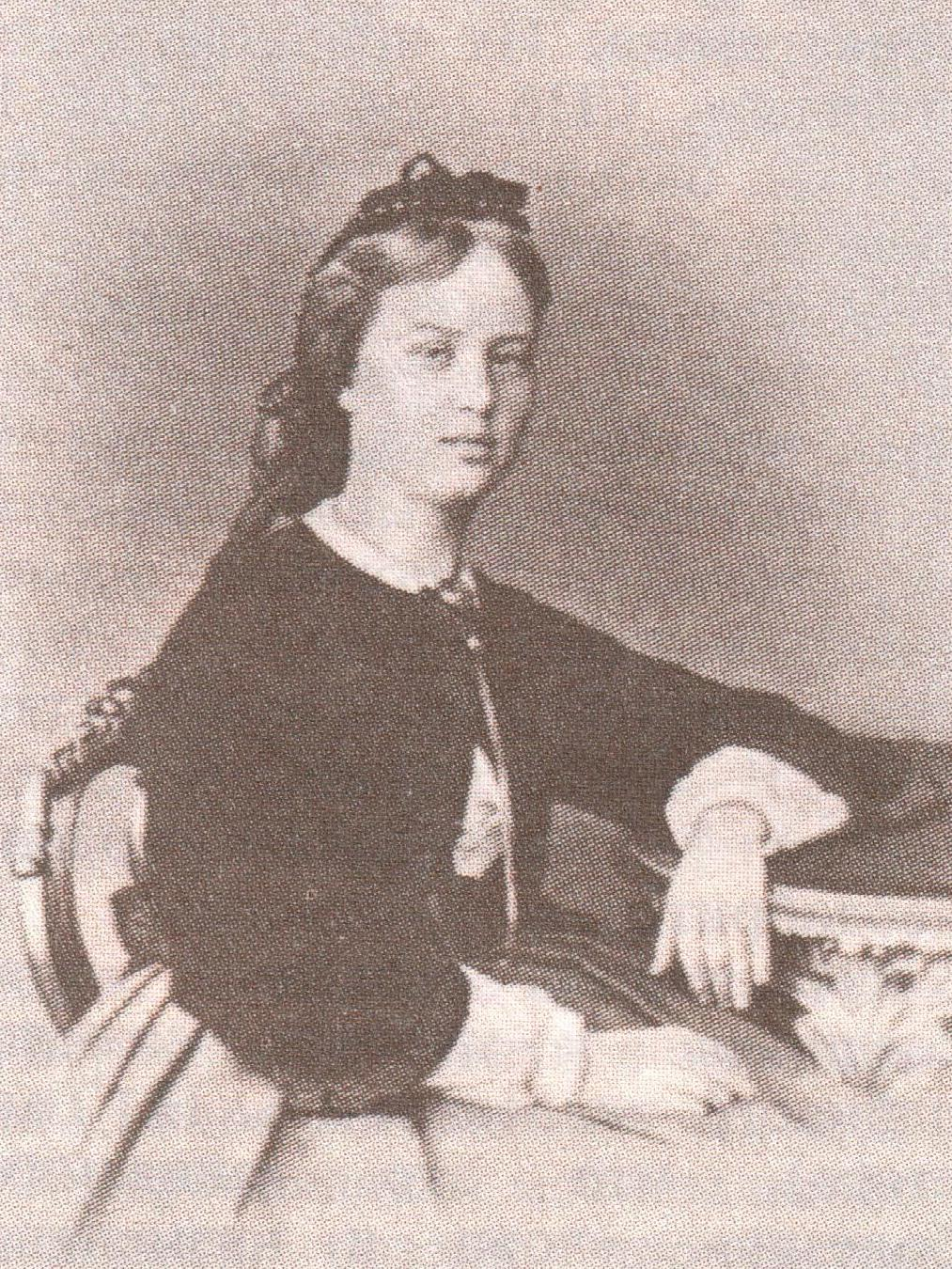
Anna Jaclard en 1880.

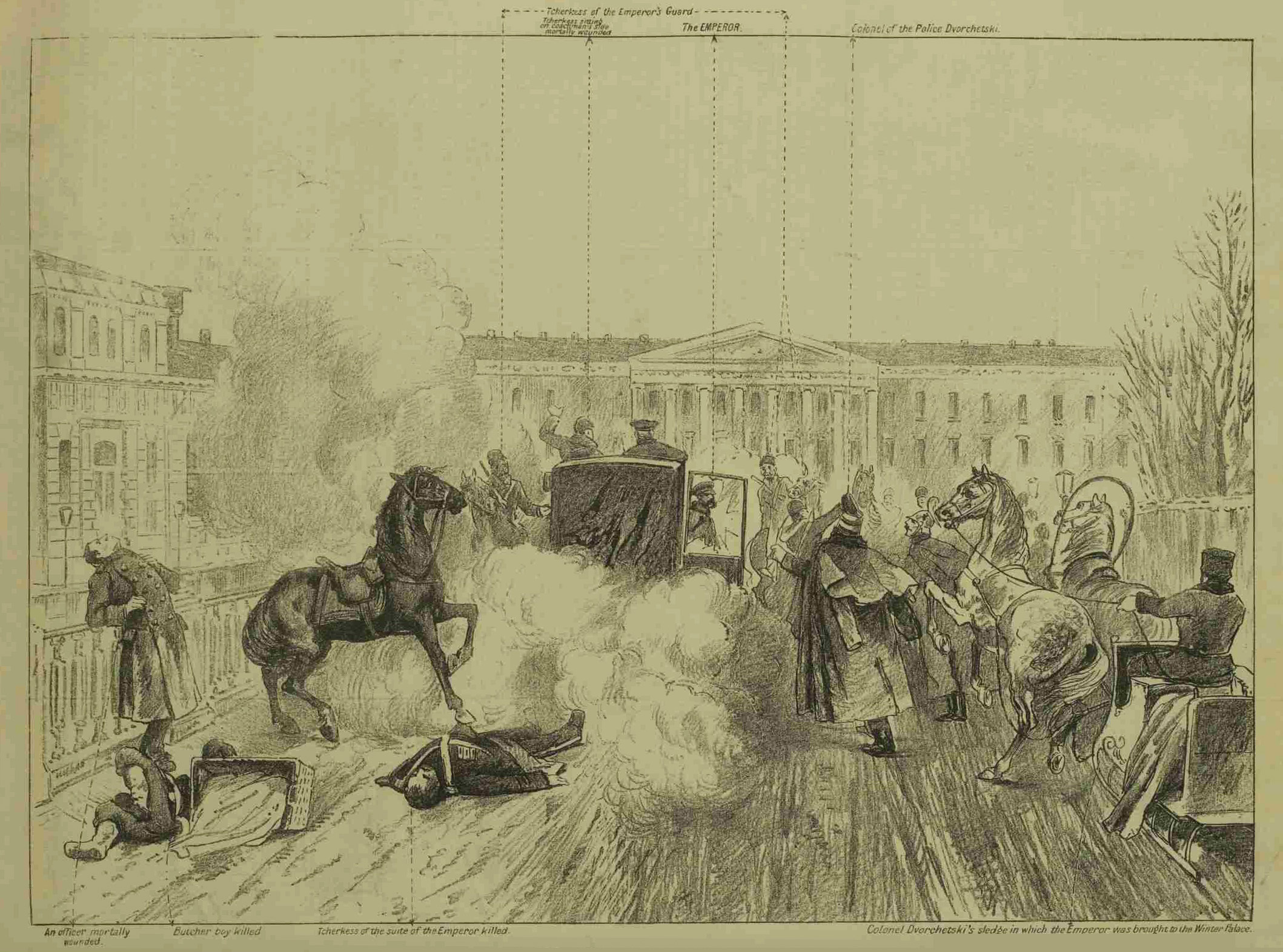
El asesinato de Alejandro II, un boceto que muestra cómo fue atacado el emperador - ILN 1881.

En 1874, Anna y su marido regresaron a Rusia. Victor trabajó como profesor de francés y Anna trabajó principalmente como periodista y traductora. En Rusia, Anna retomó su amistad con Dostoyevski, asistiéndole ocasionalmente con motivo de traducciones al francés. Reanudó sus relaciones con los círculos políticos revolucionarios, viéndose involucrada en el movimiento Naródnik en la década de 1870 y con los revolucionarios que, en 1879, formaron el grupo Naródnaya Volia (La Voluntad del Pueblo), el primer partido revolucionario ruso, que en 1881, y tras una serie de intentos fallidos, acabaría con la vida del zar Alejandro II. En 1885, enferma de cáncer y en 1887, Anna y su marido son expulsados de Rusia, por sospechas de actividad subversiva en Rusia, y se instalan en París donde morirá.

## Biografía
- Lantz, K.A., 'Korvin-Krukovskaia, Anna Vasilevna (1843–1887).' In: The Dostoevsky Encyclopedia. Westport, 2004, pp. 219–221.
- Frank, J., Dostoevsky: The Mantle of the Prophet, 1871-1881. Princeton, 2002, p. 321 ff.

- Datos: Q2008597
- Multimedia: Anna Jaclard / Q2008597